# Pleuron (Mythologie)
Pleuron (altgriechisch Πλευρών Pleurṓn) ist in der griechischen Mythologie der Sohn von Aitolos und Pronoe. Sein Bruder ist Kalydon, der Gründer der gleichnamigen ätolischen Stadt. Seine Frau ist Xanthippe, die Tochter von Doros. Mit dieser hatte er einen Sohn namens Agenor und drei Töchter namens Sterope, Stratonike und Laophonte.
Er gilt als der Gründer der ätolischen Stadt Pleuron. In Sparta wurde er in einem Heroon verehrt, da er als Vorfahre der Leda galt, der Frau des spartanischen Königs Tyndareos.